# Cyrtopodion scabrum
Cyrtopodion scabrum är en ödleart som beskrevs av  Lucas Friedrich Julius Dominikus von Heyden 1827. Cyrtopodion scabrum ingår i släktet Cyrtopodion och familjen geckoödlor. IUCN kategoriserar arten globalt som livskraftig. Inga underarter finns listade i Catalogue of Life.